# Torneo de Núremberg 2013
El Nürnberger Versicherungscup 2013 fue un torneo profesional de tenis que se jugó en canchas de arcilla. Se trata de la primera edición del torneo que formó parte de los torneos WTA 2013. Se llevó a cabo en Núremberg, Alemania entre el 10 y el 16 de junio de 2013.

## Cabeza de serie

### Individual
| Tenista                | Ranking | Preclasificada |
| Carla Suárez Navarro   | 20      | 1              |
| Klára Zakopalová       | 24      | 2              |
| Alizé Cornet           | 27      | 3              |
| Julia Görges           | 28      | 4              |
| Lucie Šafářová         | 29      | 5              |
| Yaroslava Shvedova     | 31      | 6              |
| Lourdes Domínguez Lino | 45      | 7              |
| Monica Niculescu       | 49      | 8              |

### Dobles
| Tenista                           | Ranking | Preclasificada |
| Anna-Lena Grönefeld Květa Peschke | 37      | 1              |
| Julia Görges Mandy Minella        | 82      | 2              |
| Alexandra Panova Laura Thorpe     | 166     | 3              |
| Eva Birnerová Irina Buryachok     | 167     | 4              |

## Campeonas

### Individuales
Simona Halep venció a  Andrea Petkovic por 6-3, 6-3

### Dobles
Raluca Olaru /  Valeria Solovyeva vencieron a  Anna-Lena Grönefeld /  Květa Peschke por 2-6, 7-6(3), [11-9]